# Académie européenne des sciences et des arts
Pour les articles homonymes, voir Académie européenne.
 (septembre 2019).
L'Académie européenne des sciences et des arts est une association, fondée le 7 mars 1990 à Salzbourg en Autriche, avec 68 membres-fondateurs. Elle compte en 2019 environ 2000 membres. Son siège est Salzbourg.

## Organisation
L'Académie porte aussi les noms European Association of Sciences and Art (abrégé en EASA) et « Academia Scientiarum et Artium Europaea ». L'académie est une association de droit privé relevant du droit d'association autrichien, avec siège à Salzbourg. Elle est dirigée par un président, un président d'honneur (Nikolaus Lobkowicz), et plusieurs vice-présidents. poursuit des objectifs d'une académie des sciences. L'association est soutenue financièrement par la République d'Autriche, l'Union européenne et des sponsors privés et deux fondations, l'une en Autriche et l'autre en Suisse.
L'académie est groupée en huit classes, chacune présidée par un doyen :
- Classe I : Sciences humaines — Helmut Reinalter
- Classe II : Médecine — Ferdinand Haschke
- Classe III : Arts — Peter Weibel
- Classe IV : Sciences exactes — Heinz-Otto Peitgen
- Classe V : Sciences sociales, droit et économie — Kurt Schmoller
- Classe VI : Technologie et environnement : Hans Sünkel
- Classe VII : Religions mondiales — Elmar Kuhn
- Classe VIII :  Gouvernance d'entreprise et gouvernance publique — Stefan Schepers

L'académie chapeaute des associations nationales en Autriche, Espagne, Italie, Hongrie et Allemagne. Elle gère des fondations en Autriche et en Suisse. Elle a des « délégués » dans de nombreux pays qui sont les représentants nationaux de l'Académie. Ils font la promotion de l'Académie et de ses activités à l'échelle nationale et examinent les candidatures des candidats de leur pays.

## Historique
L'association a été fondée le 7 mars 1990, avec une soixantaine de membres. Elle est issue d'un groupe de travail auquel appartenaient le chirurgien Felix Unger de Salzbourg, l'archevêque viennois Franz König et le politologue et philosophe Nikolaus Lobkowicz (de).

## Objectifs et activités
L'académie prend position sur des thèmes interdisciplinaires et concernant de l'Europe. Une  session solennelle a lieu une fois par an, en mars.
La Conférence des académies du Danube (Danube Academies Conference) réunit les académies nationales de la région du Danube et se concentre sur les développements scientifiques dans cette région. C'est une plate-forme d'échange entre les académies nationales d'Europe centrale et orientale. L'Académie européenne des sciences et des arts organise ces conférences annuelles depuis 2011.

## Membres
L'académie compte, en 2018, environ 2 000 membres, comprenant des personnalités politiques, scientifiques et du monde des arts. Parmi eux, il y a 32 prix Nobel.
Membres prix Nobel:
Zhores I. Alferov, 2000, Werner Arber, 1978, Gerd Binnig, 1986, Aaron Ciechanover, 2004, Paul J. Crutzen, 1995, François Englert, 2013, Gerhard Ertl, 2007, Andre Geim, 2010, Mikhail Gorbatschow, 1990, Peter Grünberg, 2007, Theodor W. Hänsch, 2005, Peter Higgs, 2013, Jules A. Hoffmann, 2011, Harald zur Hausen, 2008, Robert Huber, 1988, Tim Hunt, 2001, Eric Kandel, 2000, Wolfgang Ketterle, 2001, Bernard Lown, 1985, Luc Montagnier, 2008, May-Britt Moser, 2014, Erwin Neher, 1991, Konstantin Novoselov, 2010, Ryōji Noyori, 2001, Sir Paul Nurse, 2001, Edmund S. Phelps, 2006, John C. Polanyi, 1986, Brian P. Schmidt, 2011, Dan Shechtman, 2011, Joseph E. Stiglitz, 2002, Fraser Stoddart, 2016, Thomas Südhof, 2013, Torsten N. Wiesel, 1981, Kurt Wüthrich, 2002, Klaus Hasselmann, 2021, Emmanuelle Charpentier, 2020.
Parmi les membres connus, il y a par exemple Étienne-Émile Baulieu, Dominique Perrault,  Walter Kasper, Armin Laschet, Karl Lehmann, Luc Montagnier, Ivo Josipović, Borut Pahor, et aussi Mohammed Arkoun, Michel Serres, Khaldoun Bardi, Jurij Toplak, Frédéric Leroux,  Eugen Doga, Henryk Skarżyński,.
Les éventuels candidats sont choisis par une commission de sélection et proposés au sénat de l’académie qui procède à leur élection.

## Alma Mater Europaea
En 2010, une institution nommée Alma Mater Europaea (en) – European University for Leadership est créée par l'académie et ouvre à Salzbourg,. 
C'est un établissement d'enseignement supérieur indépendant. En 2019, l'université dispose de locaux à Salzbourg, Ljubljana, Maribor et Murska Sobota.
L'objectif de l'Alma Mater Europaea est de devenir un centre international d'éducation, un centre d'excellence en matière d'éducation et de recherche, orienté vers les problèmes économiques, technologiques, sanitaires et sociopolitiques, écologiques, climatiques et interculturels d'Europe centrale, principalement de la région du Danube et des Balkans.

## Prix

### Prix de la tolérance
Depuis 1997, l'académie décerne chaque année un prix de tolérance qui distingue les individus ou les institutions contribuant à promouvoir la tolérance et la solidarité. 
Parmi les lauréats individuels, on peut citer Suzanne Moubarak ou Franz König, ou encore l'ancien vice-chancelier allemand et ministre des Affaires étrangères Hans-Dietrich Genscher en 2006, le chef d'orchestre Daniel Barenboim en 2011, le Prince Hassan de Jordanie en 2014 ou Marko Feingold en 2018.
Plusieurs prix sont décernés pour récompenser des institutions. Astrid N. Heiberg reçoit le prix en tant que présidente de la Fédération internationale des Sociétés de la Croix-Rouge et du Croissant-Rouge et Giandomenico Picco en tant que représentant personnel du Secrétaire général de l'ONU, Kofi Annan. En 2015, le prix est décerné au Comité international olympique (CIO).

### Anneaux de tolérance
Depuis 2012, l'académie attribue annuellement des anneaux de tolérance, en suivant en cela la parabole de l'anneau dans la pièce Nathan le Sage de Lessings. Les anneaux attribués à des représentants des trois religions abrahamiques, en vue de promouvoir la justice et la tolérance entre le christianisme, le judaïsme et l'islam. Les lauréats sont :
- 2012 George Weidenfeld, Karl Kardinal Lehmann et Zaki Anwar Nusseibeh[20].
- 2013 Evelyn Robert de Rothschild, Friede Springer et Nemir Kirdar.
- 2014 André Azoulay, Hubert Burda et Hassan ben Talal.
- 2015 Xavier Guerrand-Hermès Farah Pandith et Harry Woolf.
- 2016 Péter Erdő, Uri Lubrani et Ismaïl Serageldin.
- 2017 Avishay Braverman, Rabeya Müller et Mitri Raheb.
- 2018 Katajun Amirpur, Esther Bejarano et Doris Leuthard.
- 2019 Mouhanad Khorchide[21]